# Mohammad Raad
Pour les articles homonymes, voir Raad.
Mohammad Raad (né à Beyrouth en 1955) est un homme politique libanais.
Il est l'une des principales figures du Hezbollah et le seul député de ce parti à occuper son siège de député au Parlement (représentant Nabatiyé) depuis 1992.
Mohammad Raad est membre du comité exécutif du parti et ancien président de son conseil politique. Il est depuis 2000 président du bloc parlementaire du Hezbollah, appelé Bloc de la fidélité à la Résistance.
Après la guerre de juillet-août 2006 menée par Israël contre le Liban, et avec la reprise des sessions de concertation présidée par Nabih Berri, Hassan Nasrallah a désigné Mohammad Raad comme représentant personnel sur la table des négociations.
Il perd son fils Abbas, tué dans des bombardements israéliens, en novembre 2023. 